# Bossierer

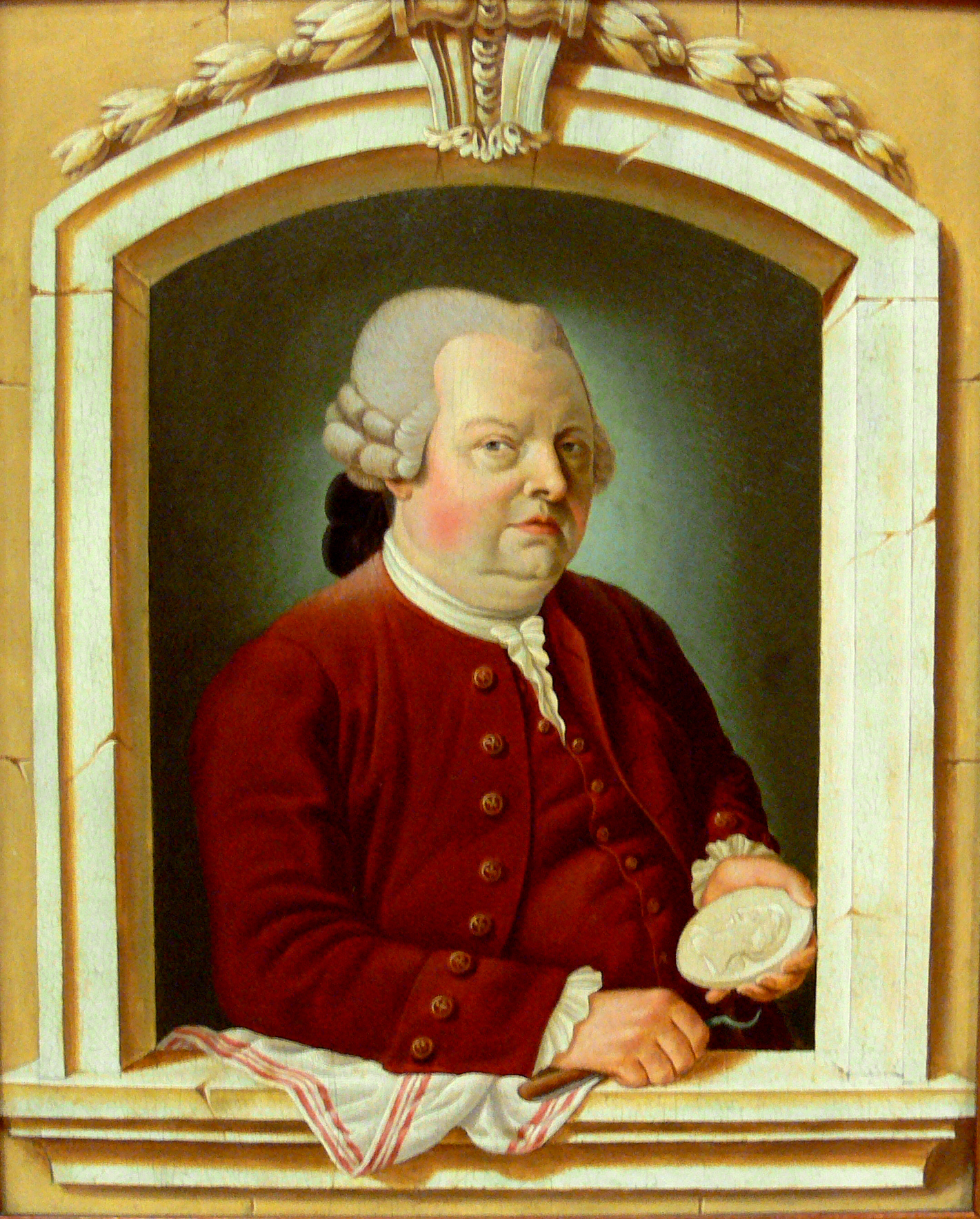
Porzellanbossierer

Ein Bossierer (auch Poussierer) ist ein Porzellangestalter, der aus bereits vorgefertigten Modellteilen größere Modelle zusammensetzt. 
Die Bundesagentur für Arbeit schreibt dazu: „Porzellangestalter/innen mit der Spezialisierungsrichtung Bossierer/in fügen nach Vorlagen bzw. Modellen aus bereits vorgeformten Teilen Figuren, andere Porzellanplastiken oder prunkvolles Porzellangeschirr zusammen, bringen Kleinteile an und arbeiten die Werkstücke plastisch aus. Zu beachten haben sie immer auch die ‚Handschrift‘ des ursprünglichen Modellschöpfers.“
Der Beruf war in der DDR von 1970 bis 1990 ein Ausbildungsberuf. Bossierer sind üblicherweise bei Manufakturen angestellt, in der DDR war dies ausschließlich in Meißen der Fall.